# Comportamentul sexual al oamenilor

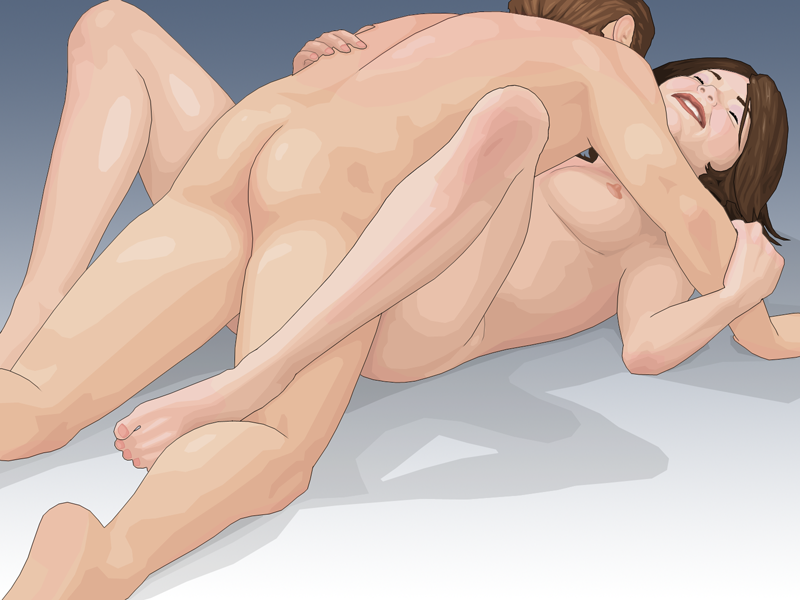
Exemplificare poziția misionarului

Comportamentul sexual al oamenilor, denumit și activitățile sexuale umane sau practicile sexuale umane, reprezintă maniera în care oamenii experimentează și își exprimă sexualitatea. Oamenii se angajează într-o varietate de acte sexuale pentru o mare varietate de motive. Activitațile sexuale normale rezultă în excitare sexuală și schimbări psihologice a persoanei excitate, dintre care unele sunt mai pronunțate, în timp ce altele sunt mai subtile. Obiectivul activității sexuale al oamenilor este în general acela de a atinge orgasmul. Activitățile sexuale includ și comportamente sau activități care au ca scopul de a trezi interesul unui partener sau partenere, cum ar fi strategiile de a găsi sau de a atrage parteneri pentru a flirta.
Activitățile sexuale umane au o serie de aspecte fizice, biologice și emoționale. Din punct de vedere biologic, se referă la mecanismul reproductiv, adică instinctual de reproducere, instinct care apare în toate speciile de animale. Aspectele emoționale au de-a face cu legăturile de atașament care se formează între parteneri prin faptul că aceștia se implică în activitățile sexuale în comun. Aspectele fizice ale sexualității variază de la considerații de ordin pur medical la considerații de ordin psihologic sau sociologic.
În anumite culturi, activitatea sexuală este considerată acceptabilă doar dacă se întâmplă în cadrul căsătoriei, deși în general în lume relațiile sexuale premaritale sau în afara unei căsătorii sunt foarte răspândite. Anumite activități sexuale sunt ilegale în unele țări. Anumite activități sexuale sunt considerate împotriva normelor sociale. De exemplu, activitatea sexuală cu o persoană minoră sau violul sunt în general pedepsite în majoritatea statelor lumii.

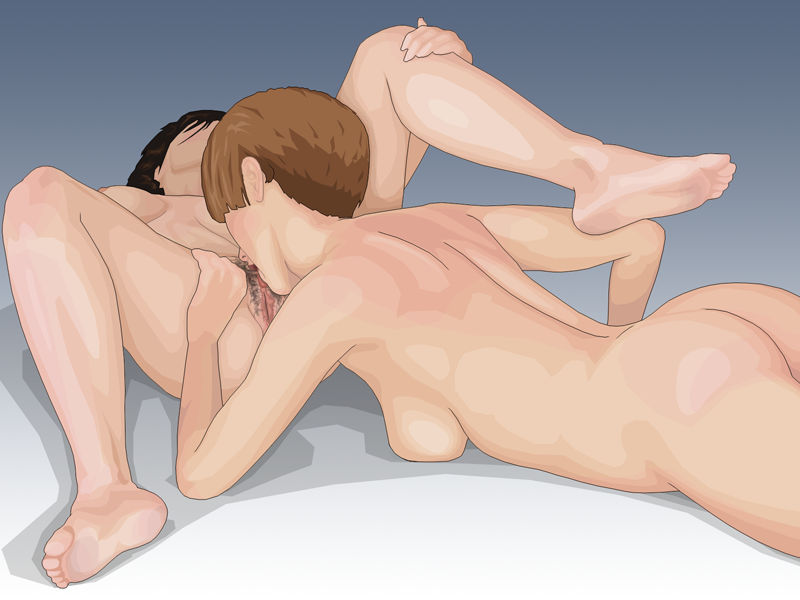
Exemplificare sex oral
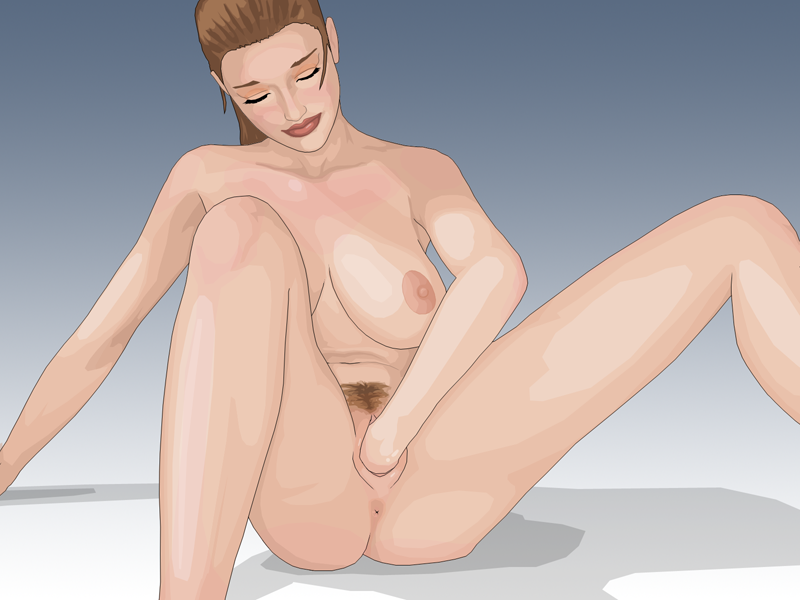
Exemplificare Fisting
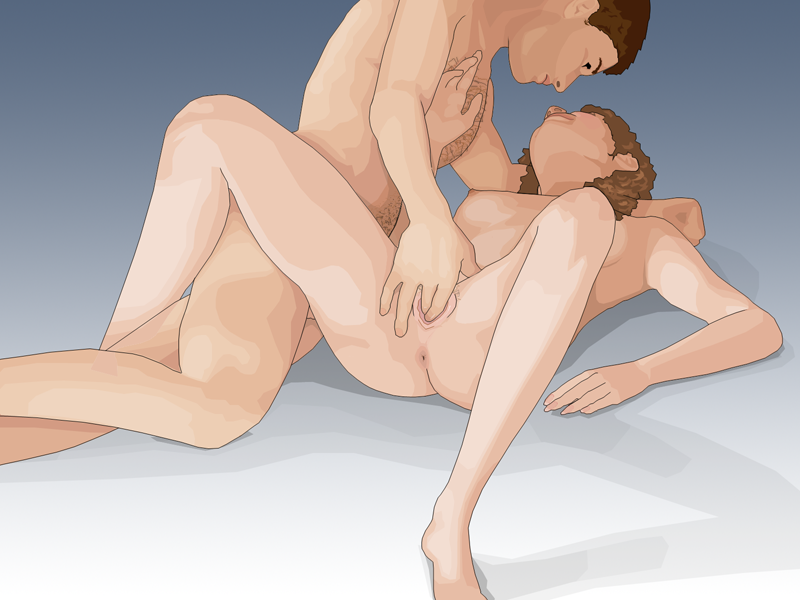
Exemplificare masturbarea partenerei
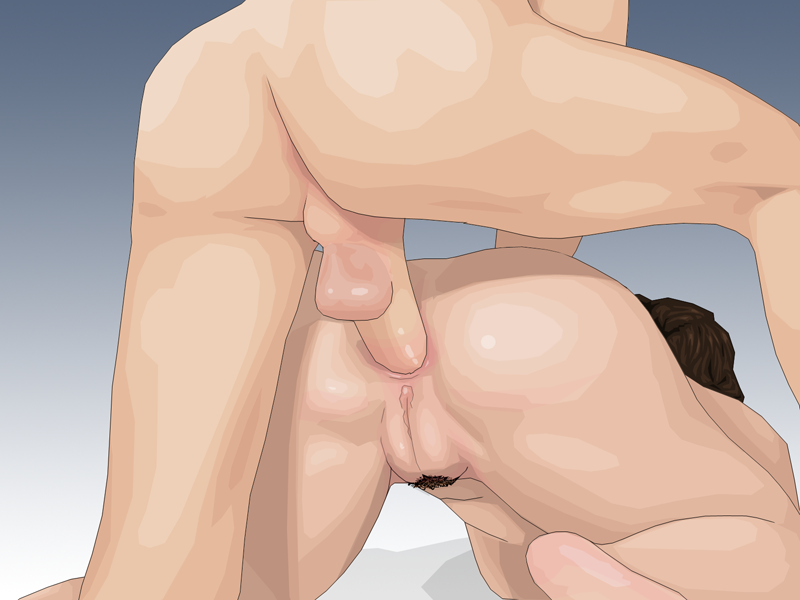
Exemplificare sex anal
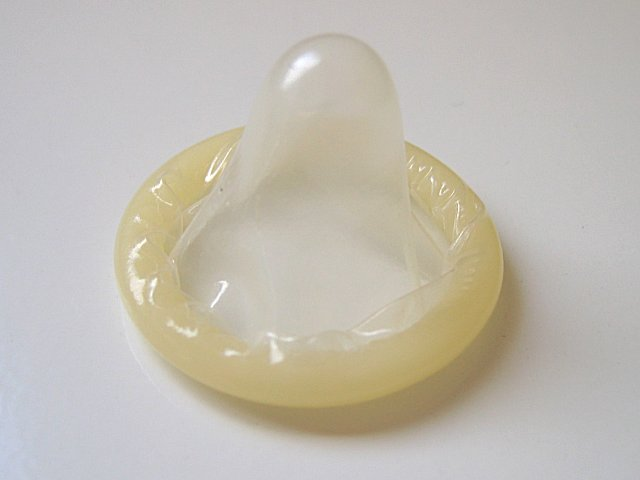
Prezervativul - un mijloc modern de contracepție